# Biserica romano-catolică din Bărăbanț

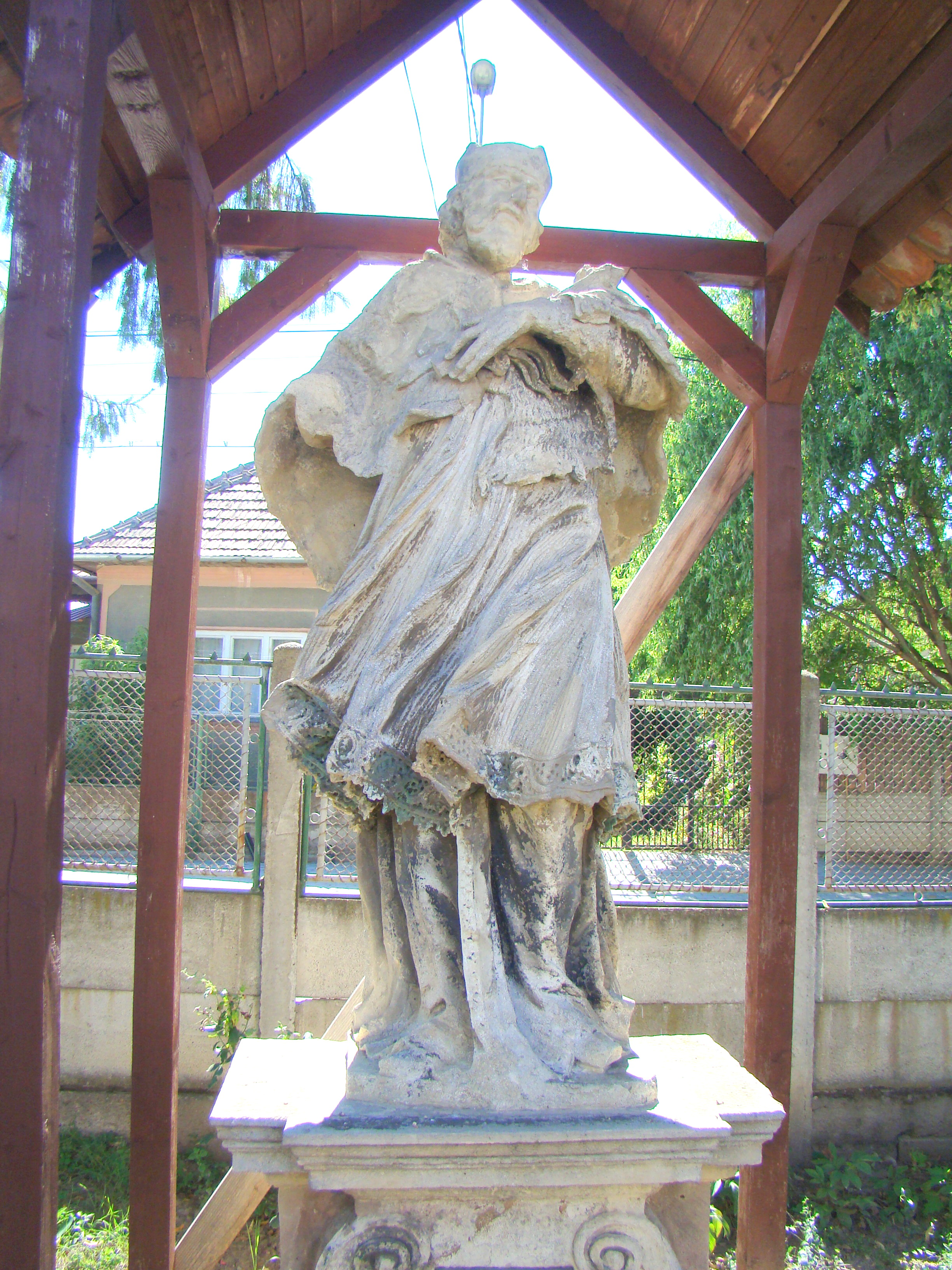
Statuia barocă a Sfântului Ioan Nepomuk

Biserica romano-catolică din Bărăbanț este un monument istoric aflat pe teritoriul localitatea Bărăbanț, municipiului Alba Iulia. În Repertoriul Arheologic Național, monumentul apare cu codul 1035.03.

## Localitatea
Bărăbanț mai demult Barabanț (în latină Villa Brabanthia, în maghiară Borbánd, în germană Borbant, Weindorf) este o localitate componentă a municipiului Alba Iulia din județul Alba, Transilvania, România. Numele vine din limba valonă, de la "braibant" ("pârlog"). În limba română, cuvântul a ajuns pe filieră flamandă, datorită coloniștilor sași veniți din Brabant (Belgia). Se crede că satul a fost fondat între 1050 și 1150. Prima mențiune documentară este din 1299 sub numele de Borbanth.

## Biserica
Biserica romano-catolică a fost construită înainte de invazia tătarilor, dar a fost distrusă în 1277. A fost reconstruită înainte de sfârșitul secolului al XIII-lea. Inițial a fost o bazilică romanică cu un plafon simplu, plat, peretele nordic păstrând încă ferestrele semicirculare. Anadramentele ușilor de sud și vest sunt din secolul al XV-lea. Amvonul, care se sprijină pe umărul lui Moise, este din secolul al XVI-lea, decorat cu basoreliefuri și simbolurile evangheliștilor. 
Biserica a fost înconjurată de un zid de piatră, din care s-a păstrat doar un turn de poartă.
Statuia barocă a Sfântului Ioan Nepomuk din grădina bisericii a fost mutată de la Alba Iulia, în anul 1936. Poate fi opera lui Anton Schuchbauer sau a unui discipol a acestuia.

## Imagini

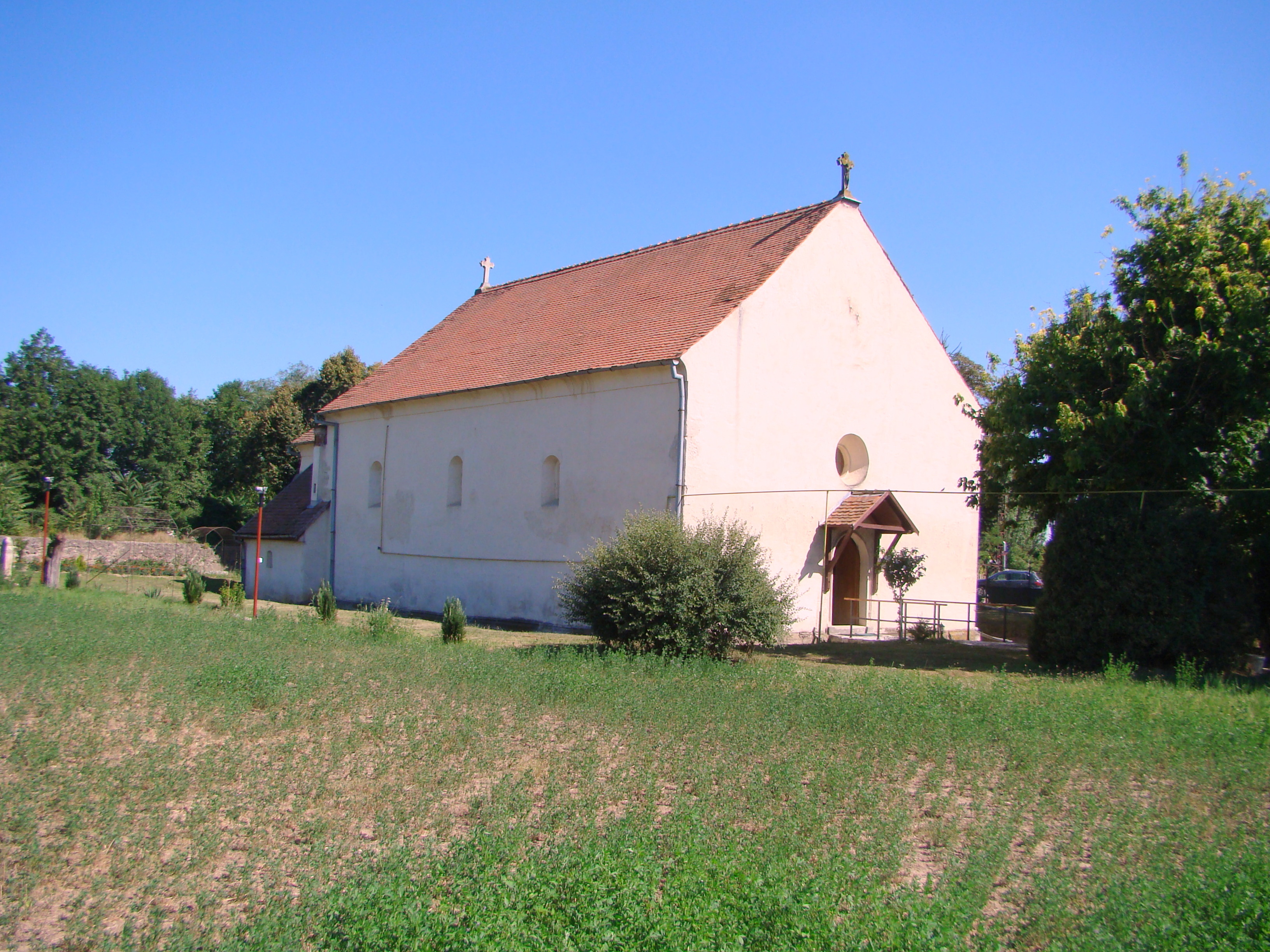
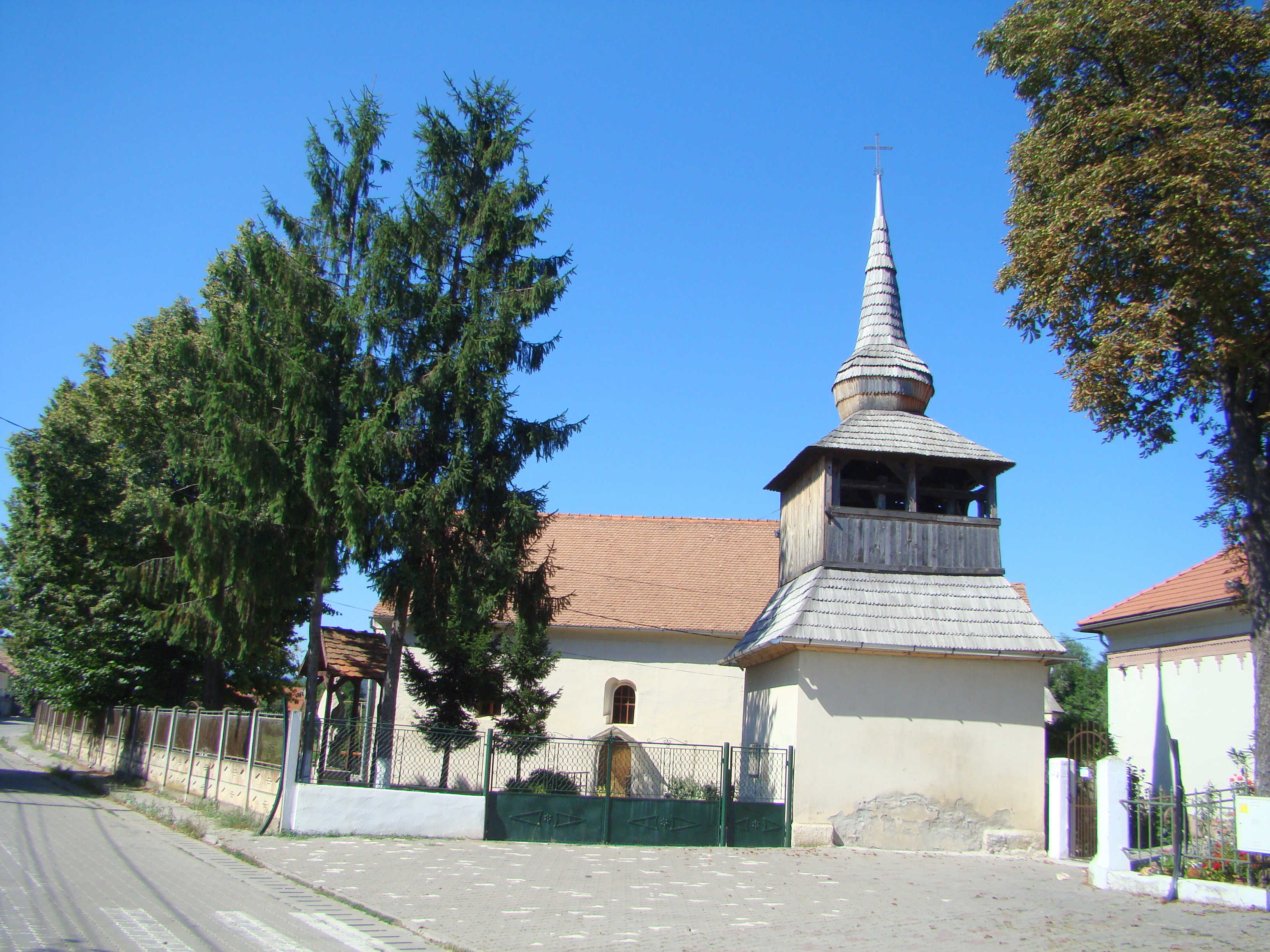
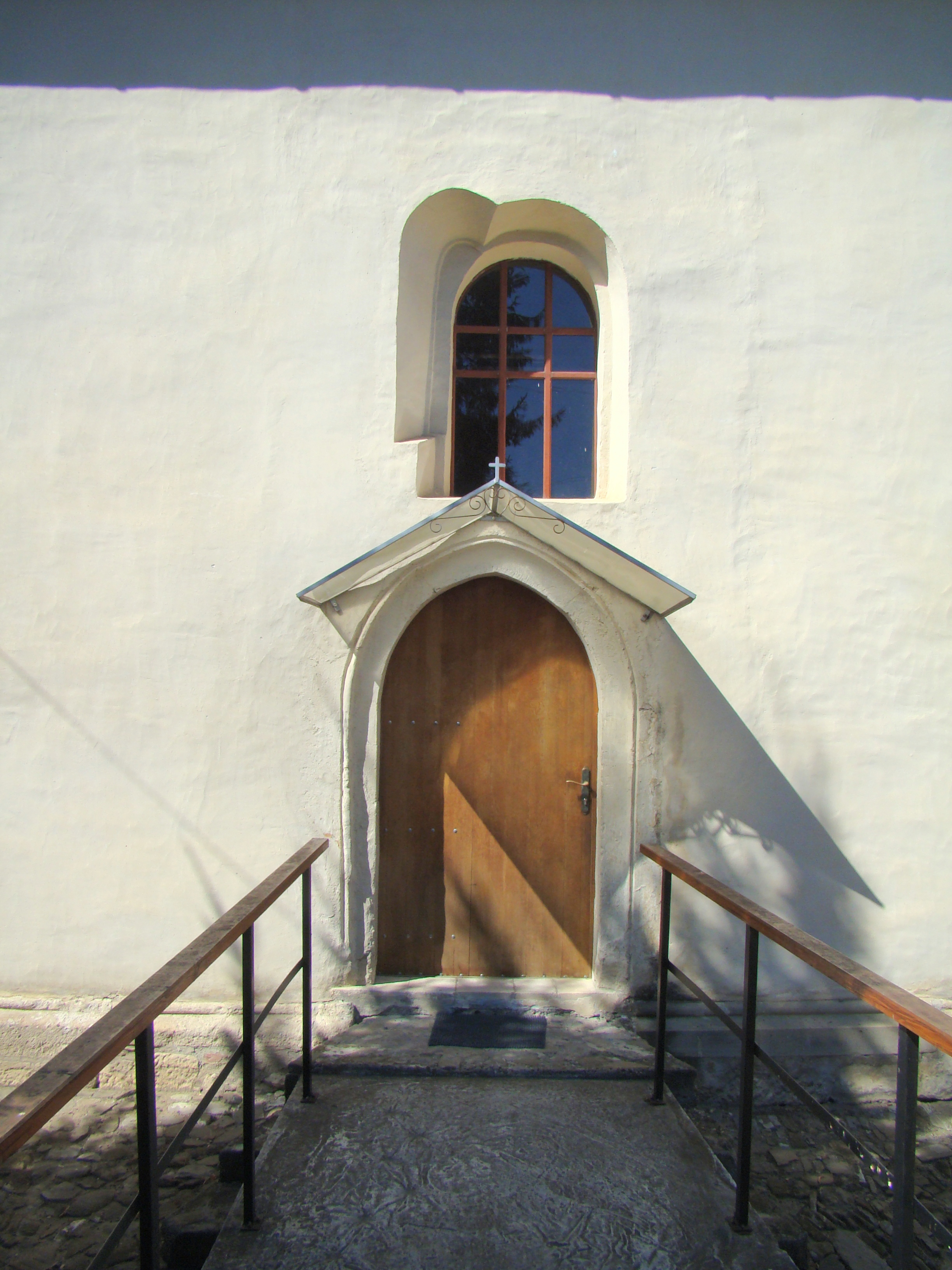
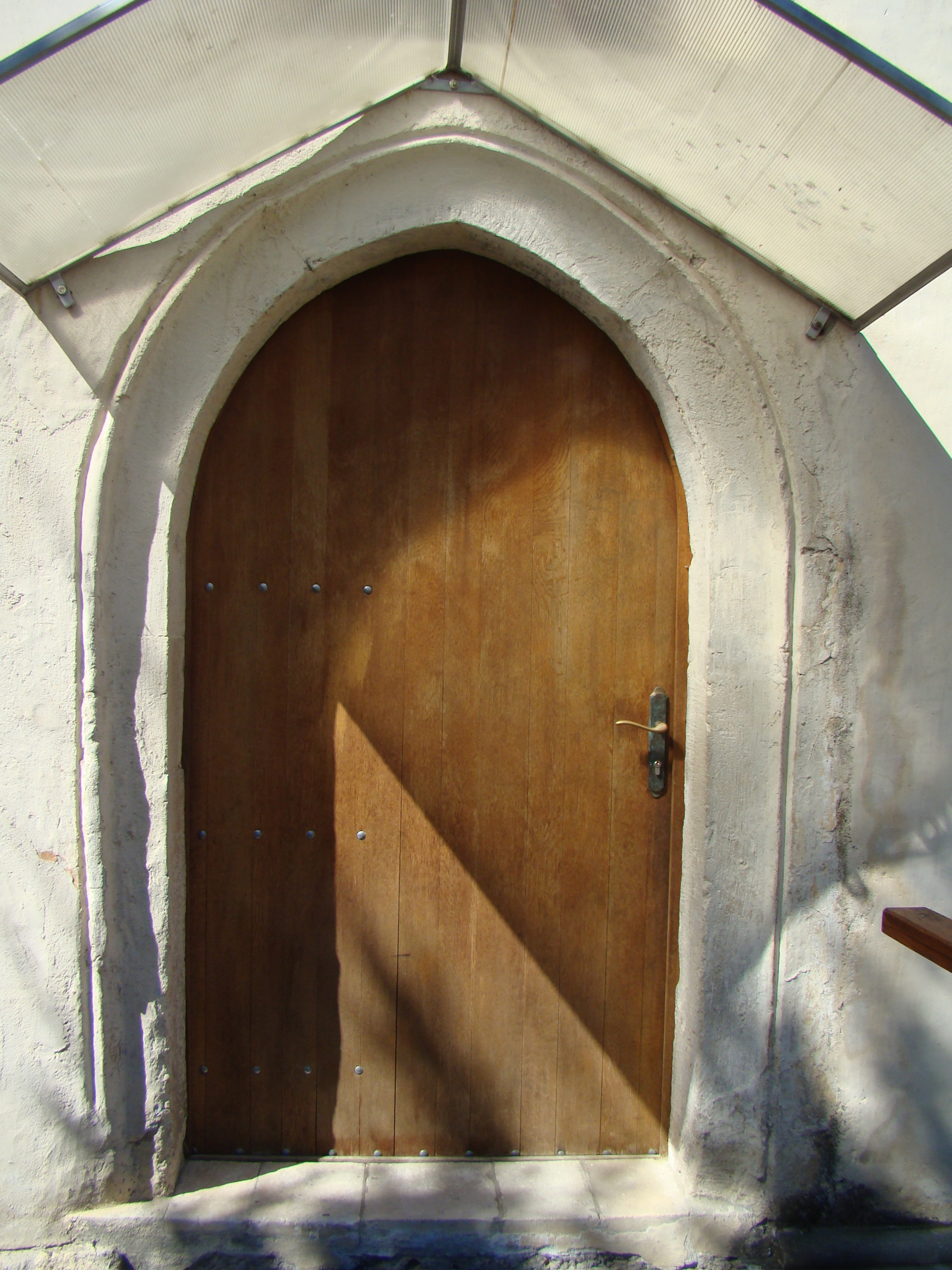
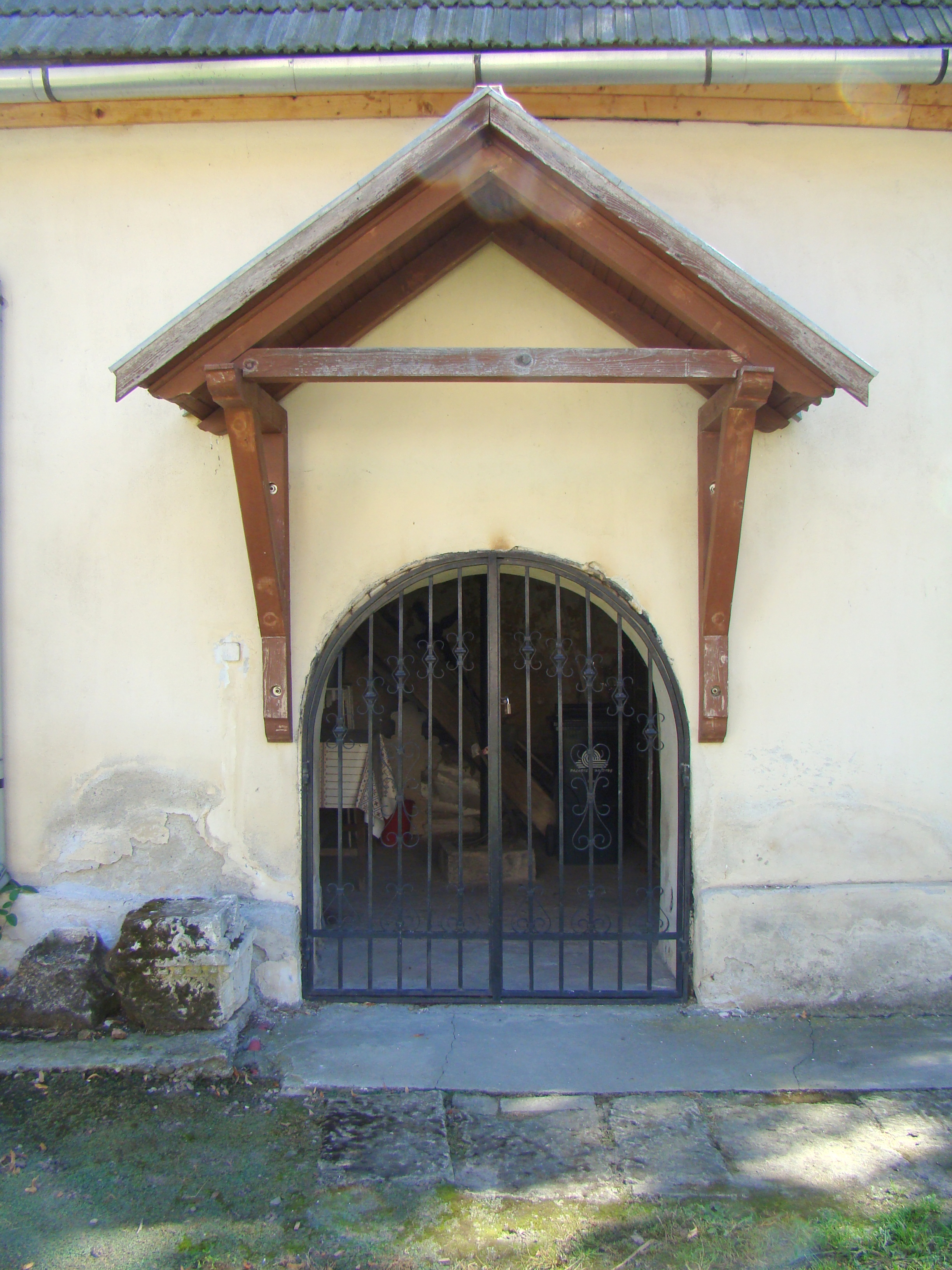
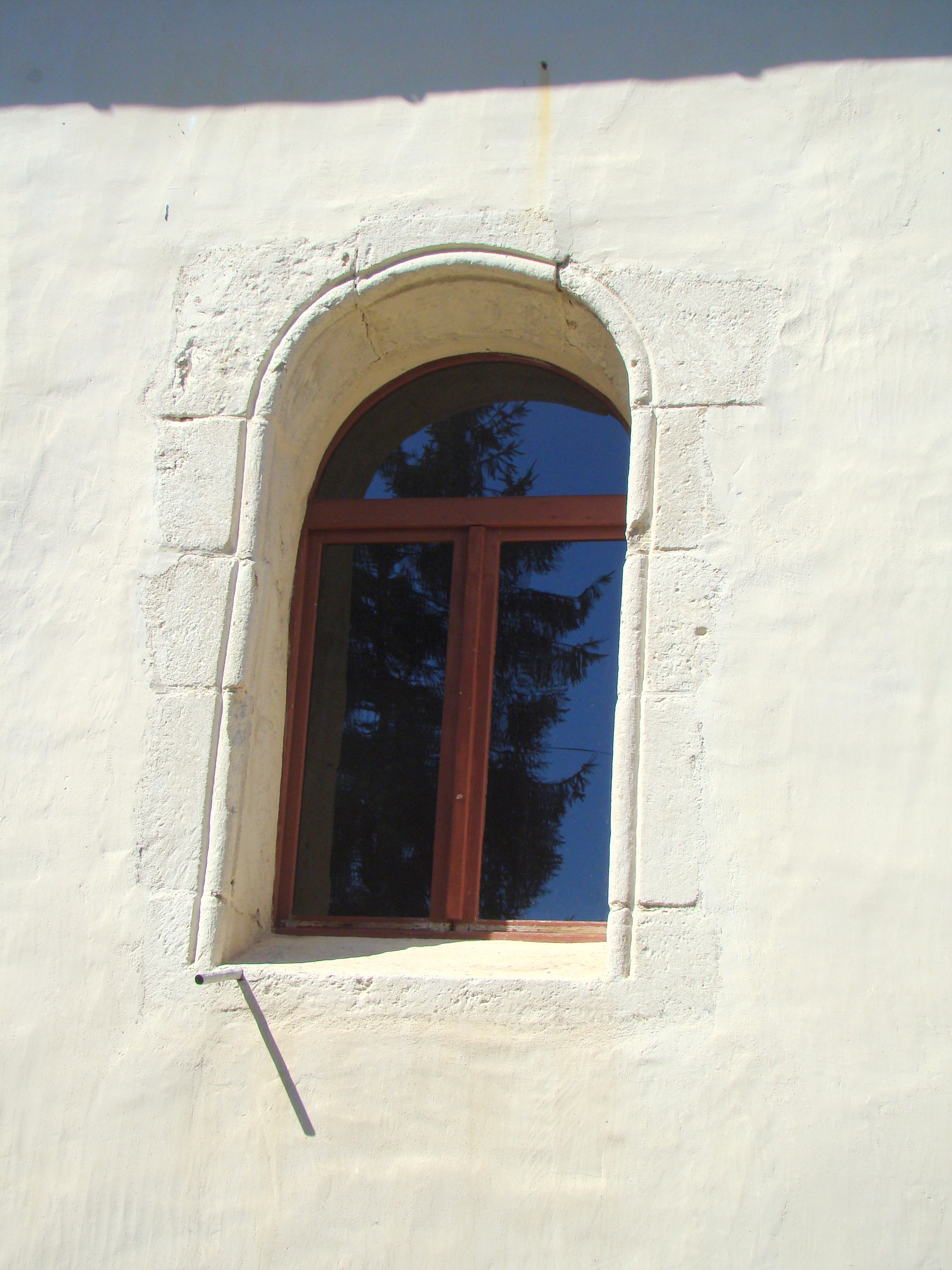
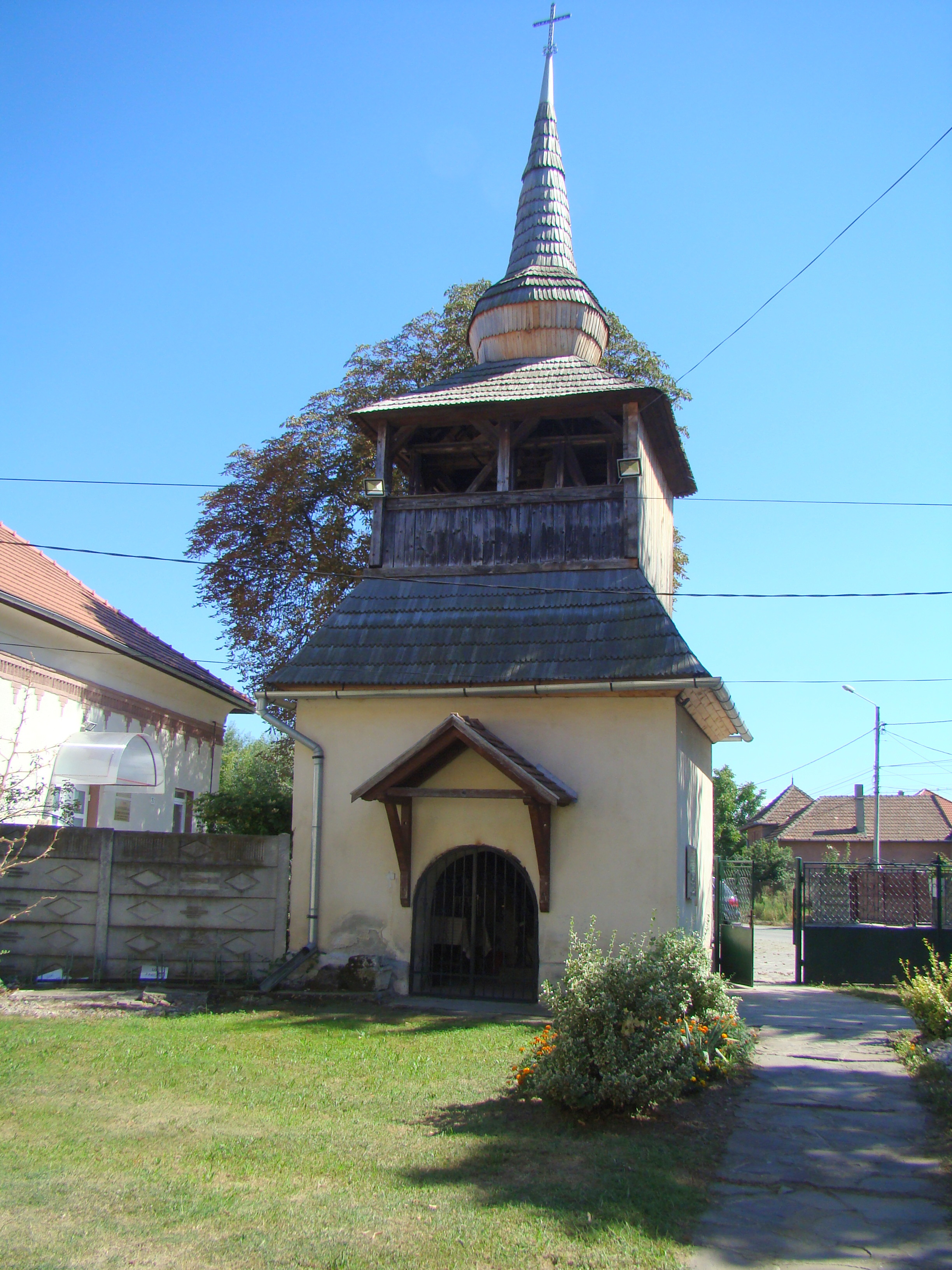
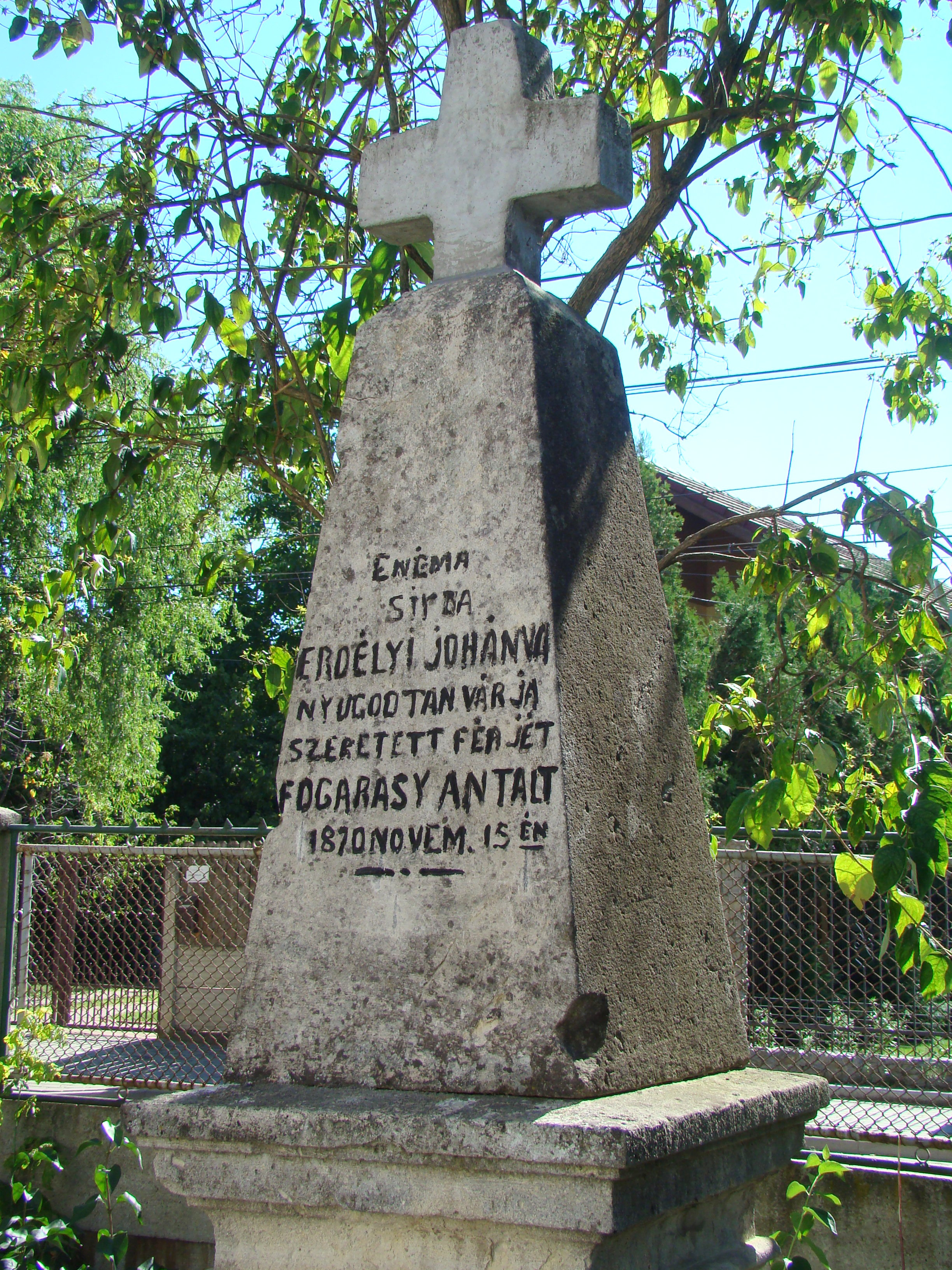
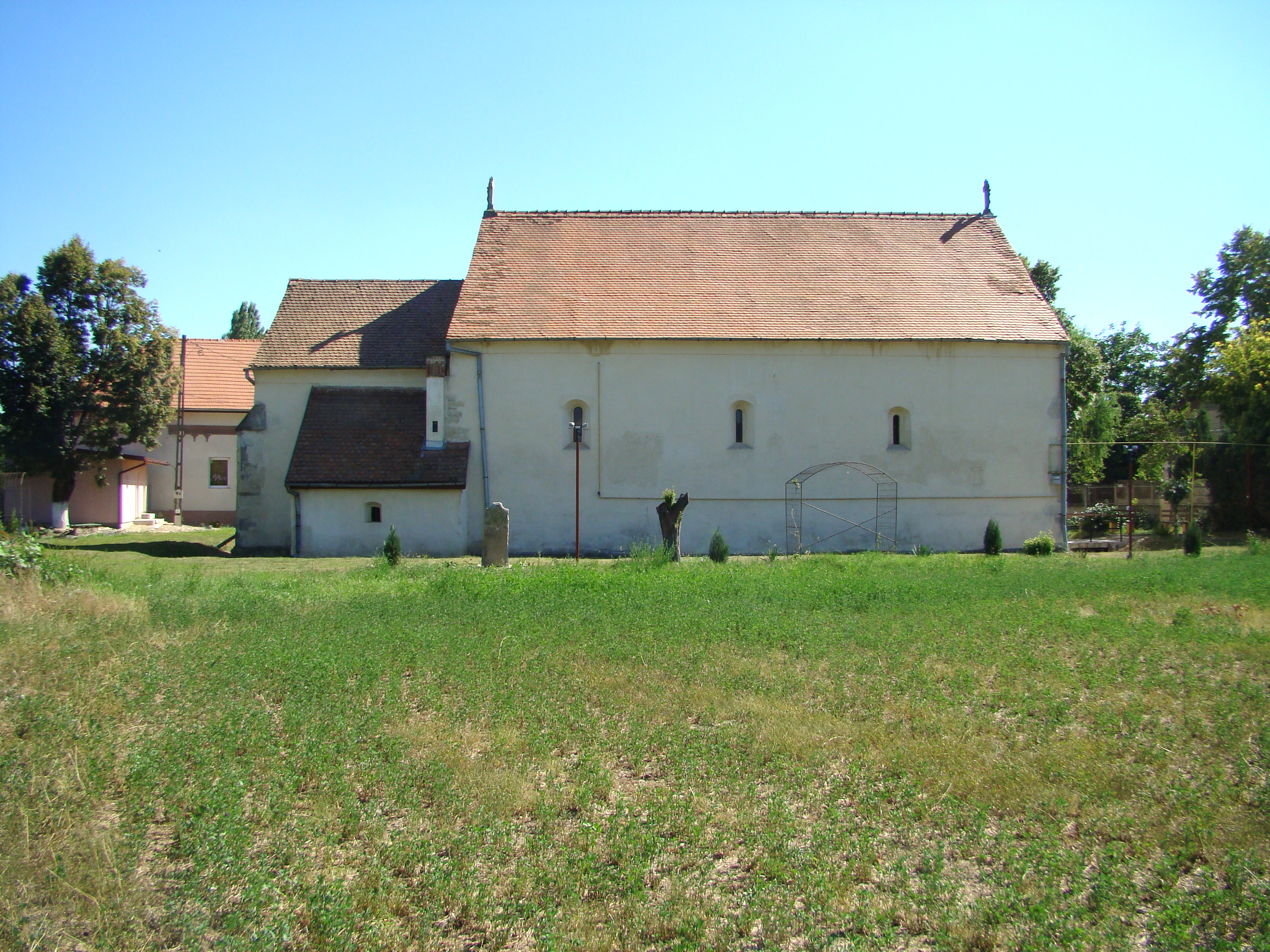
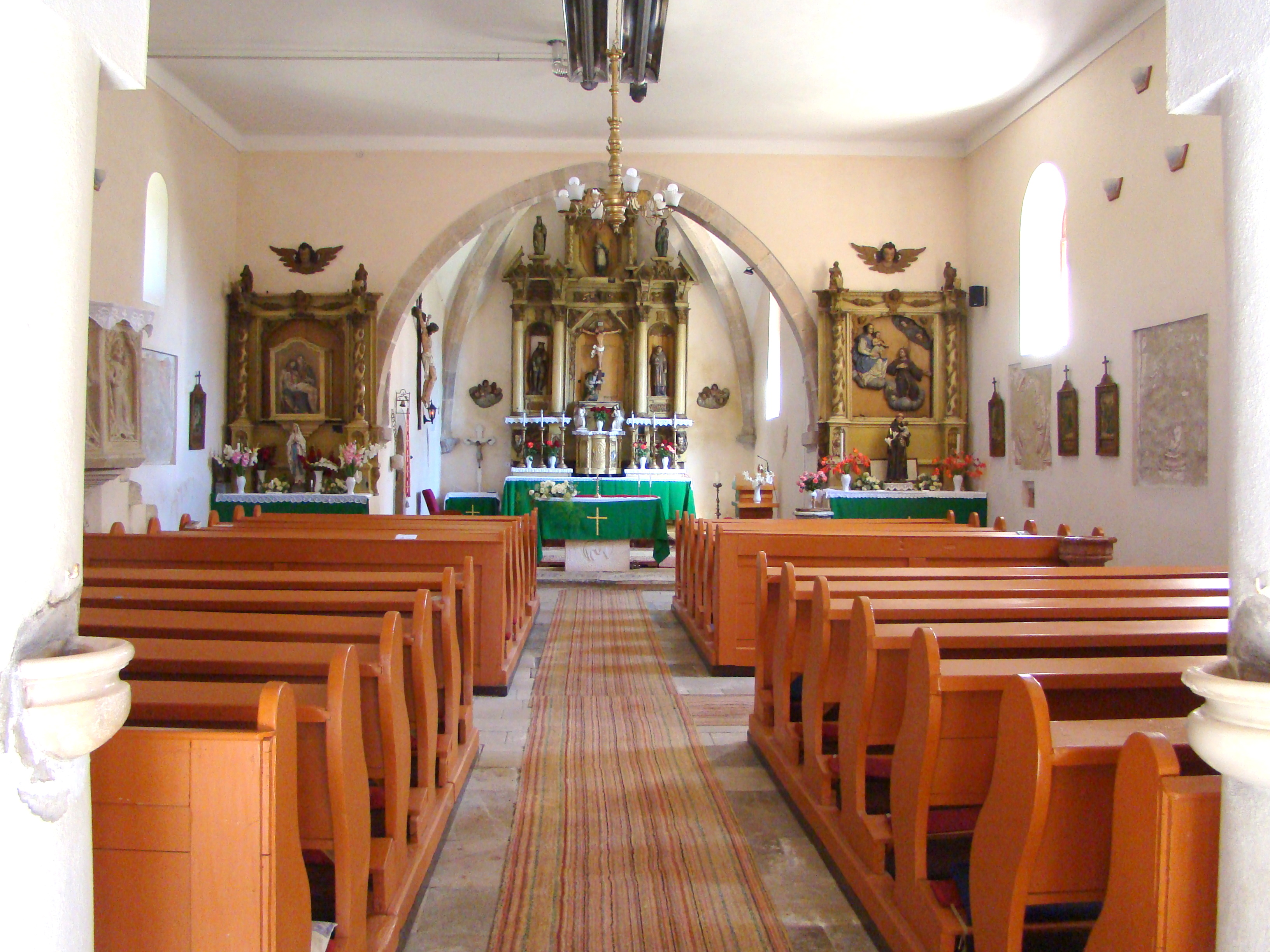
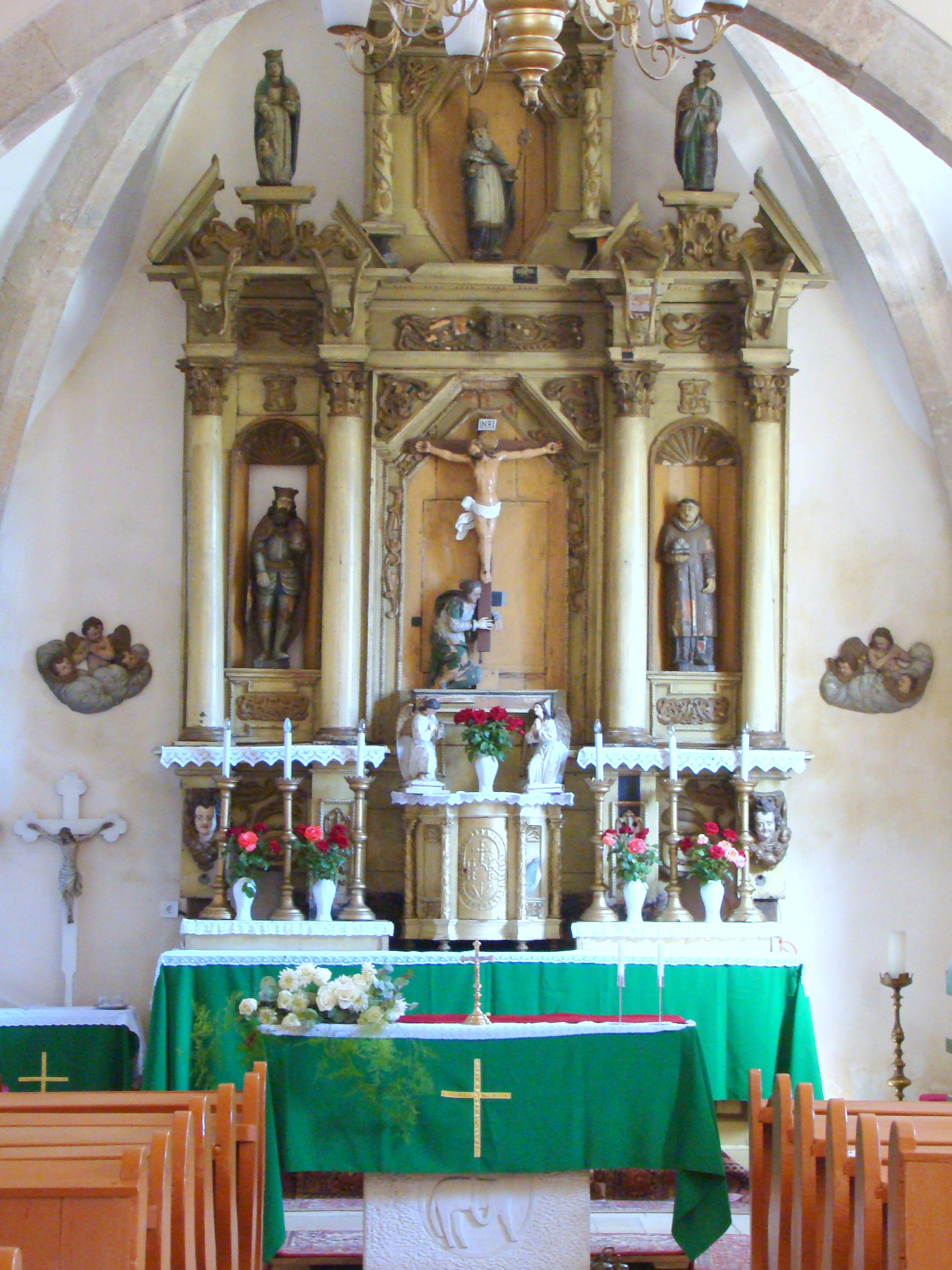
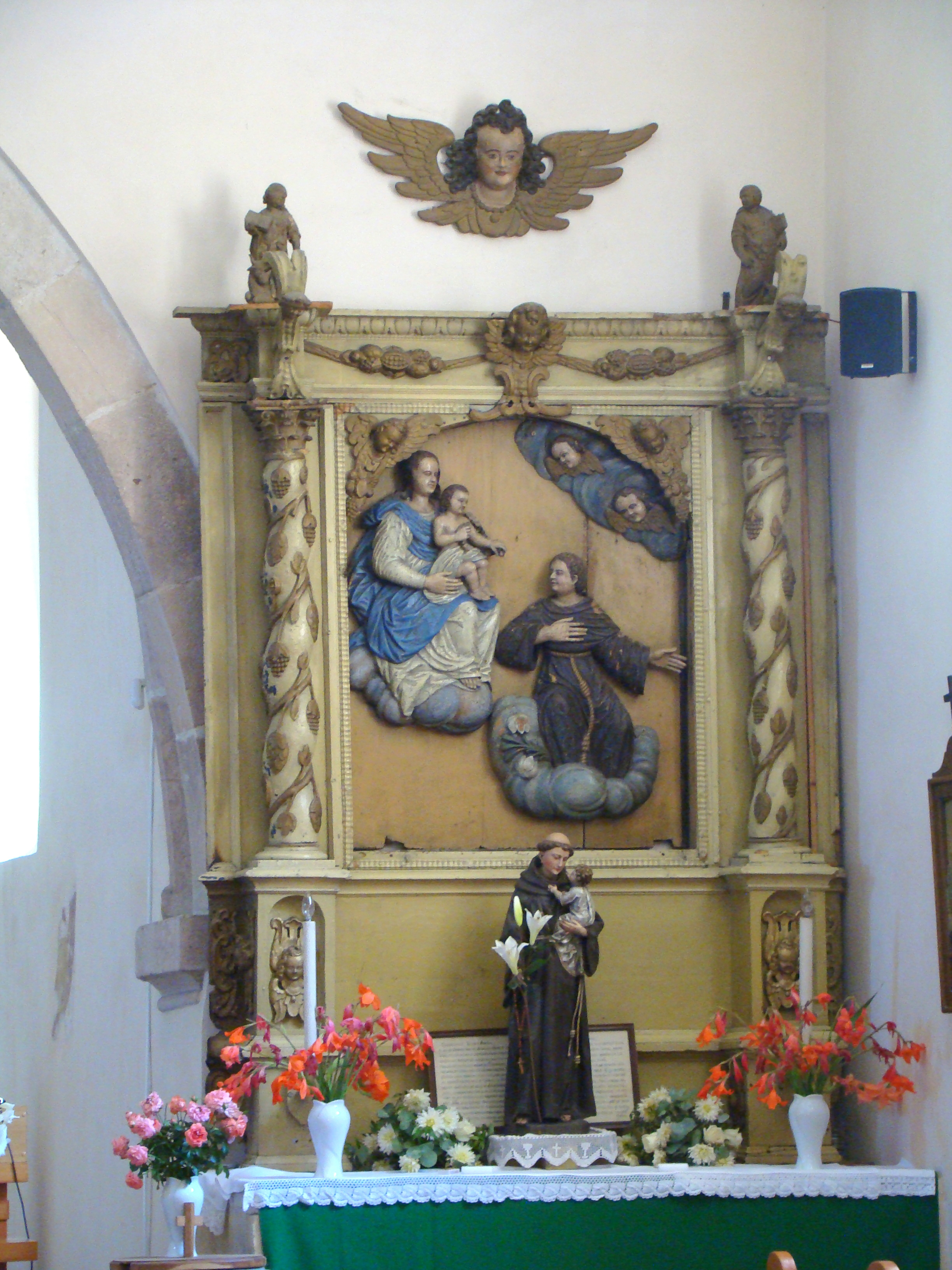
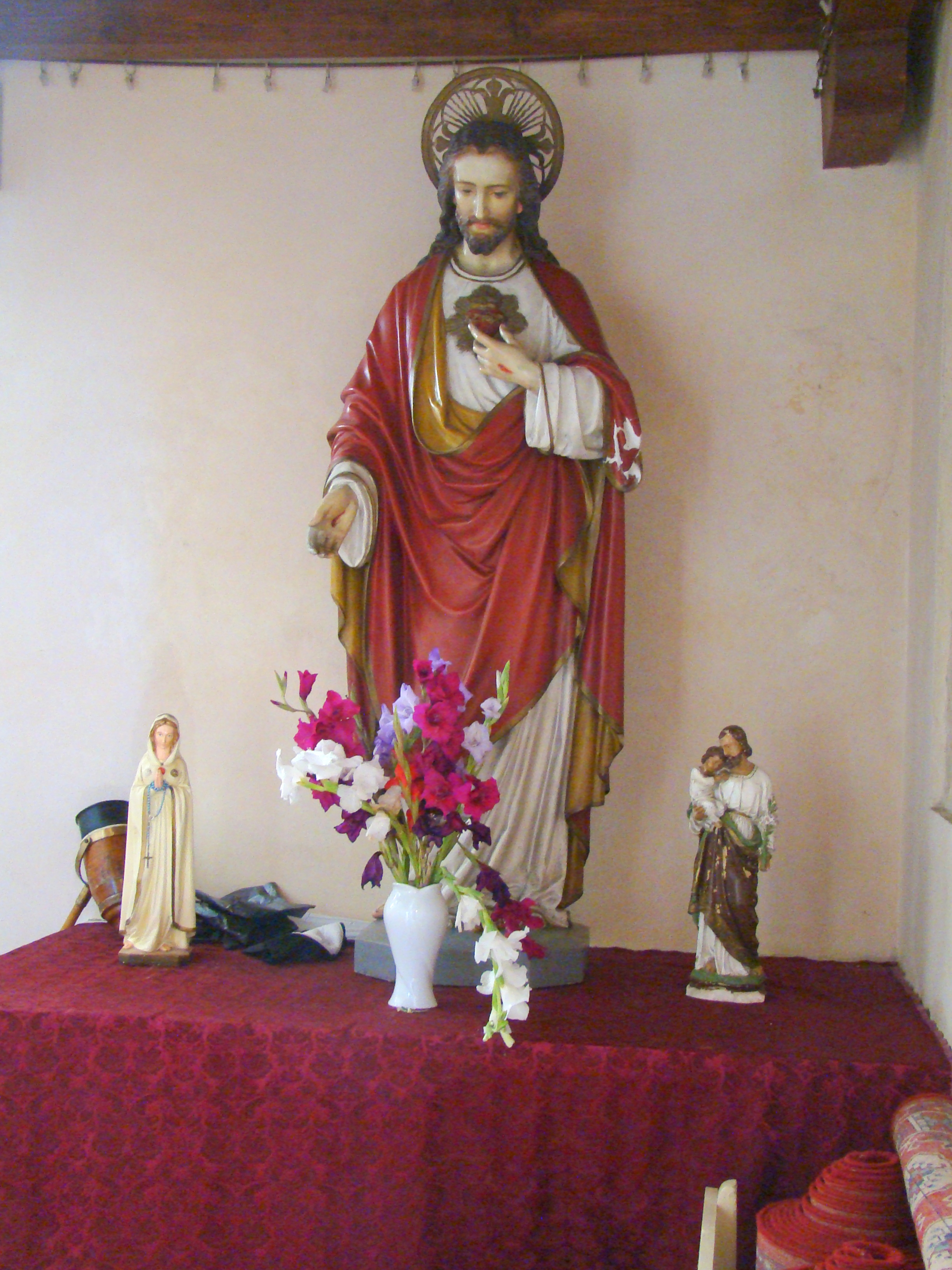
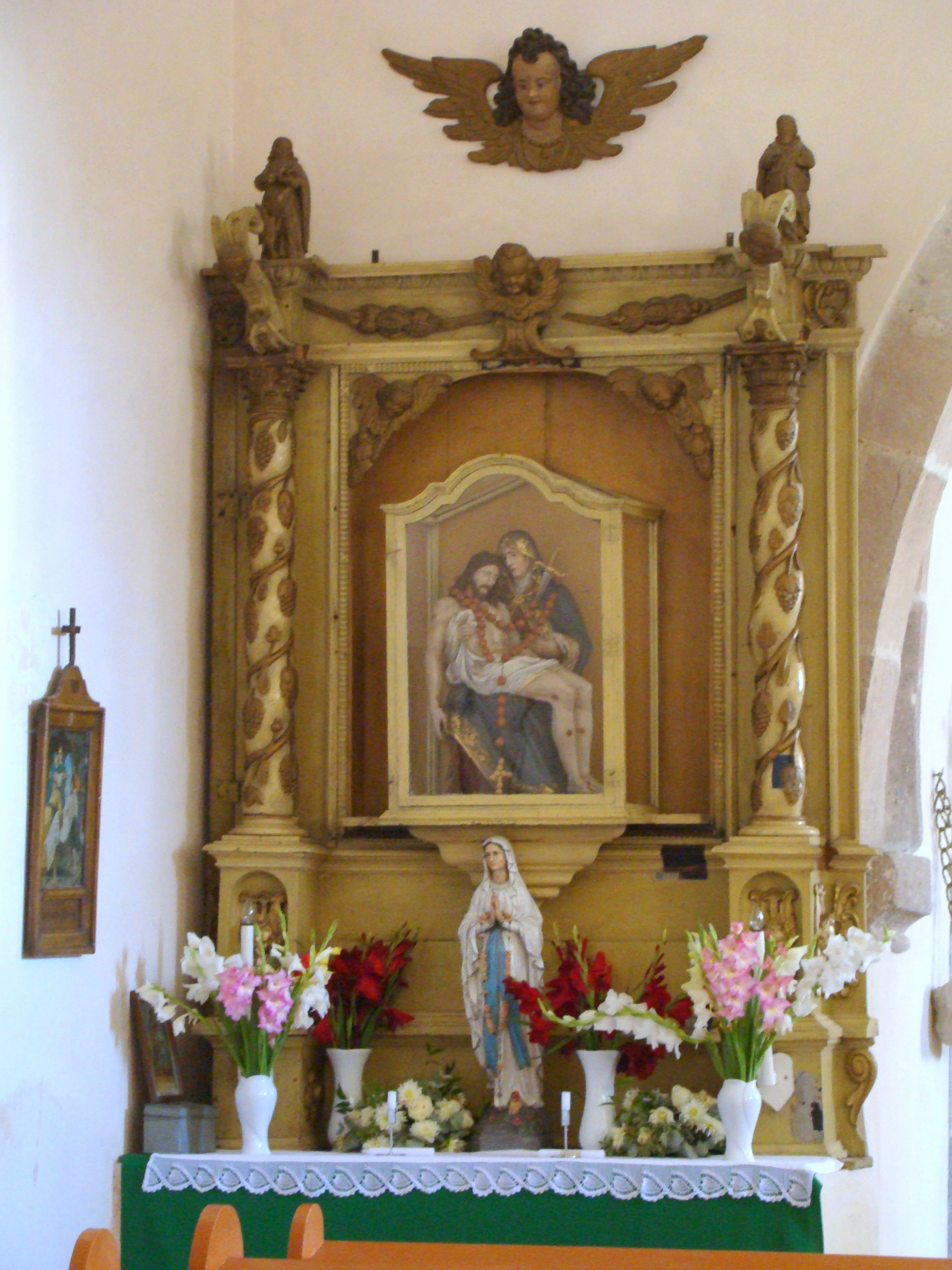
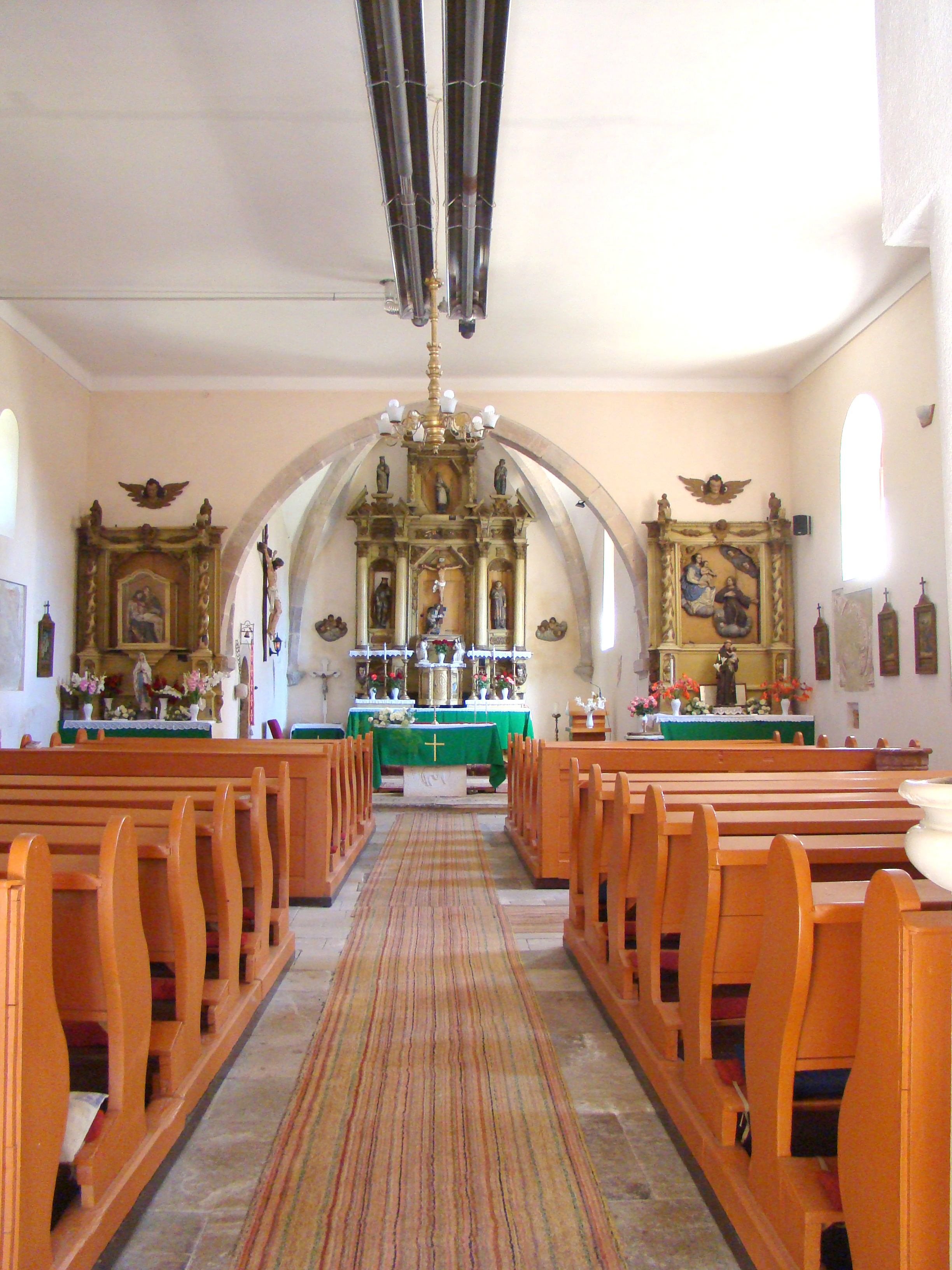
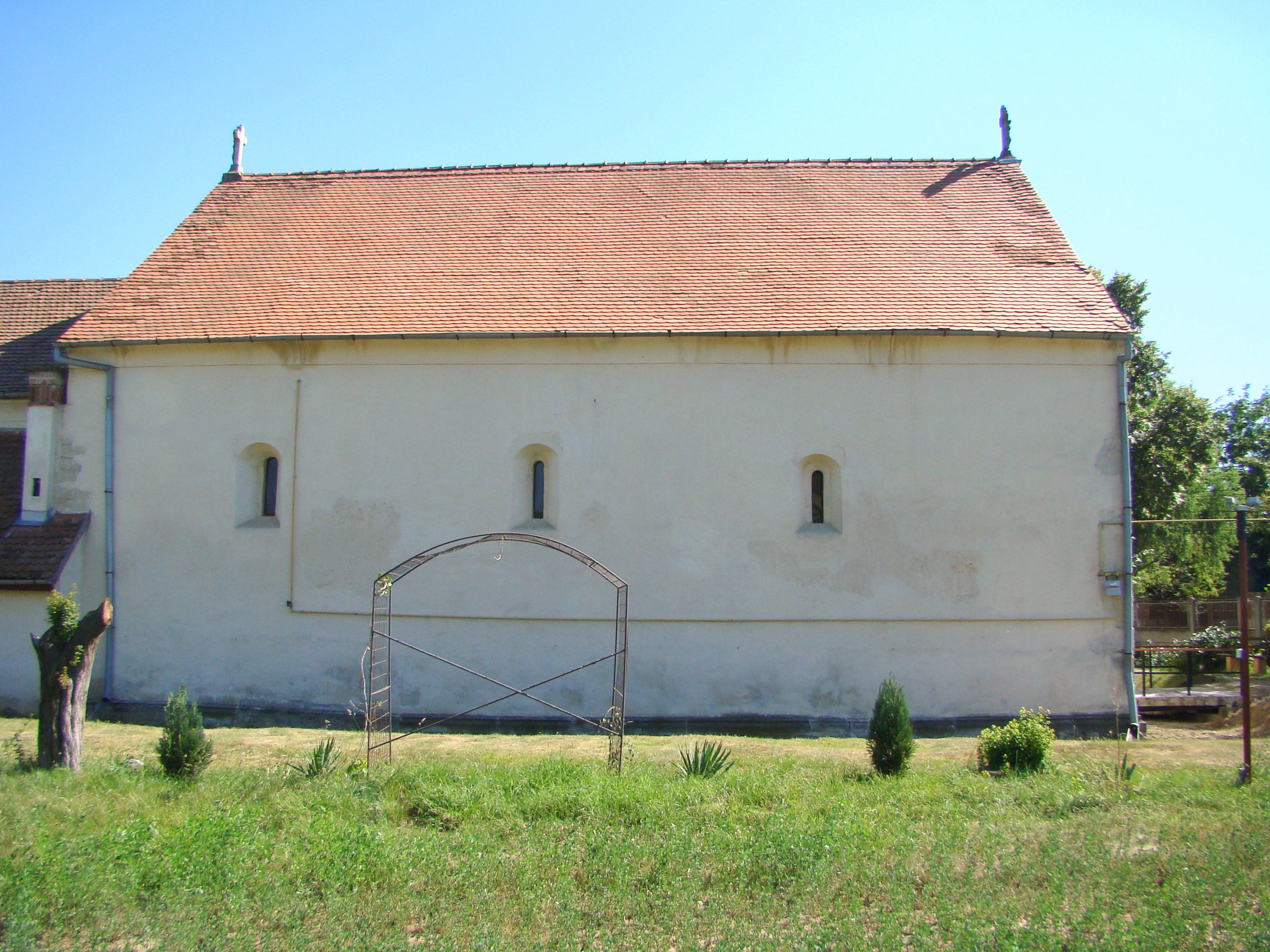
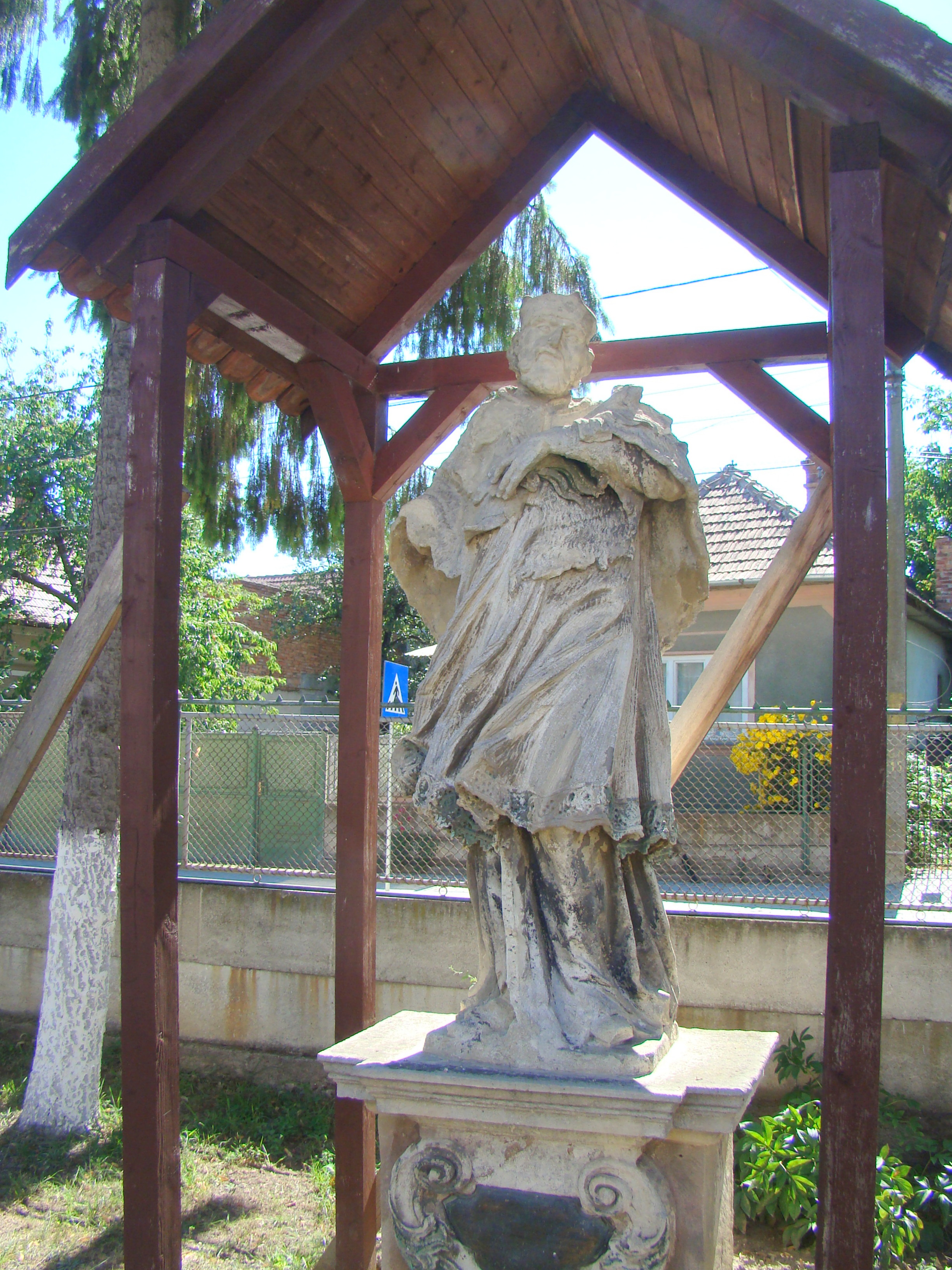
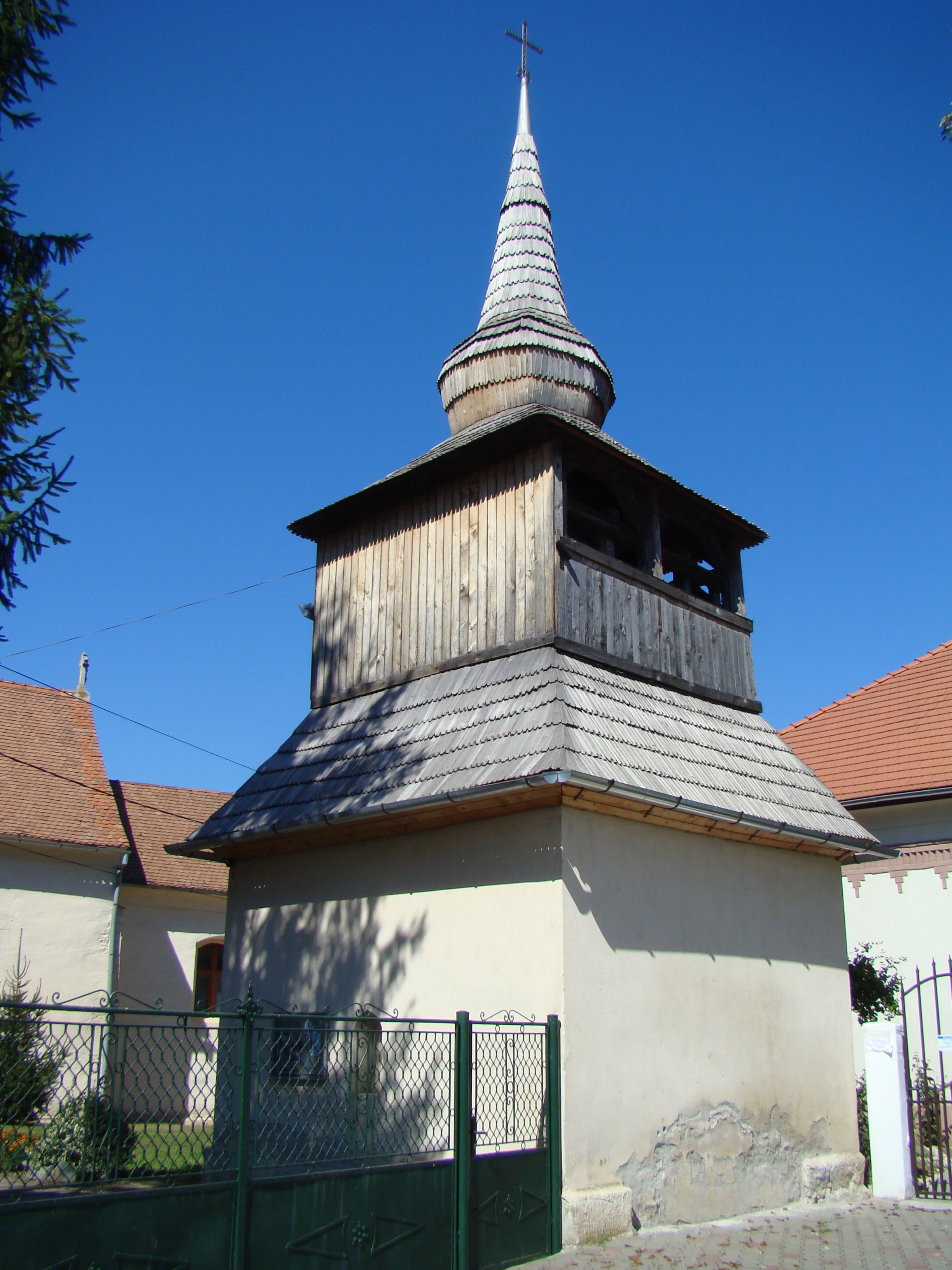
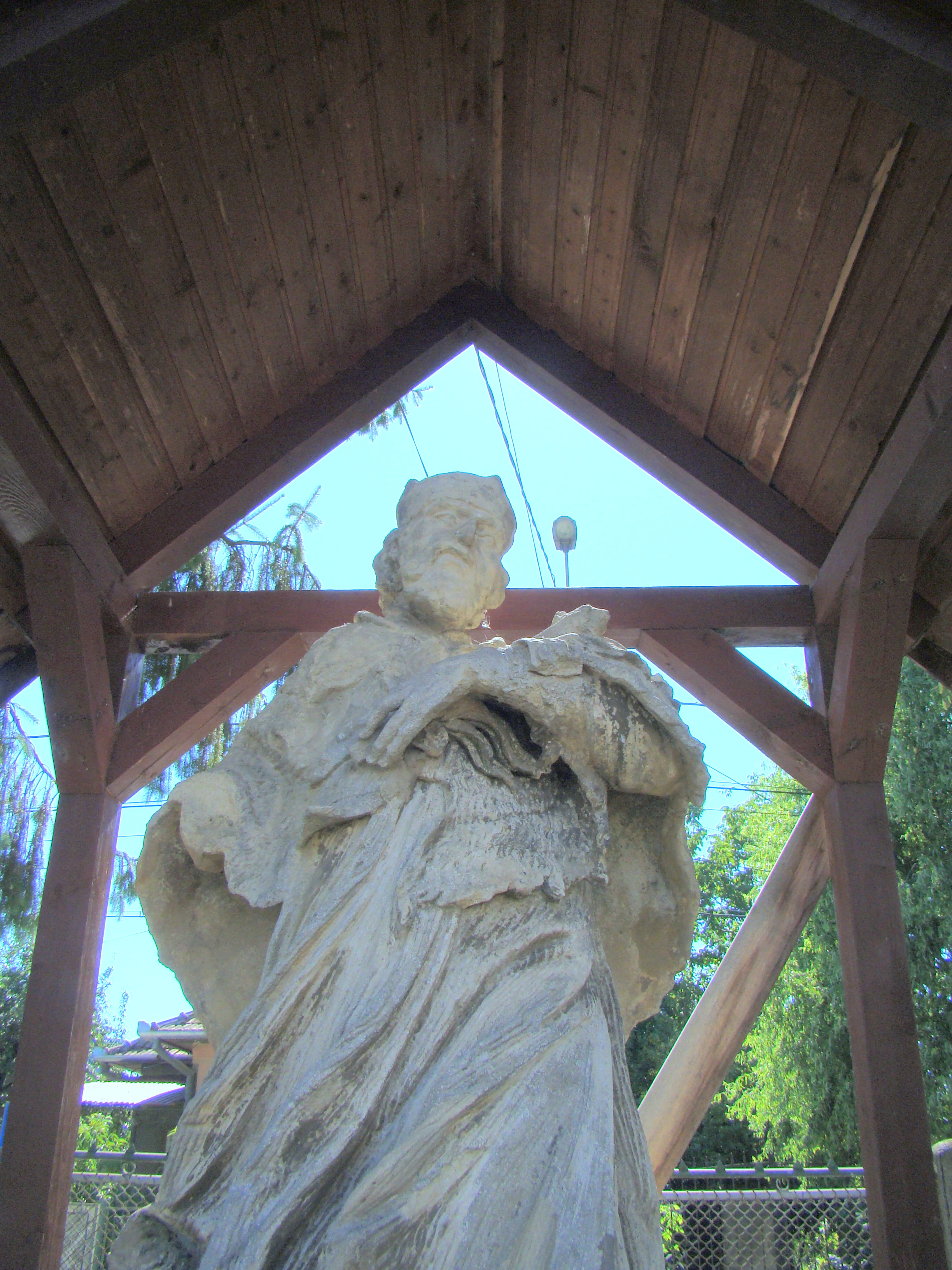
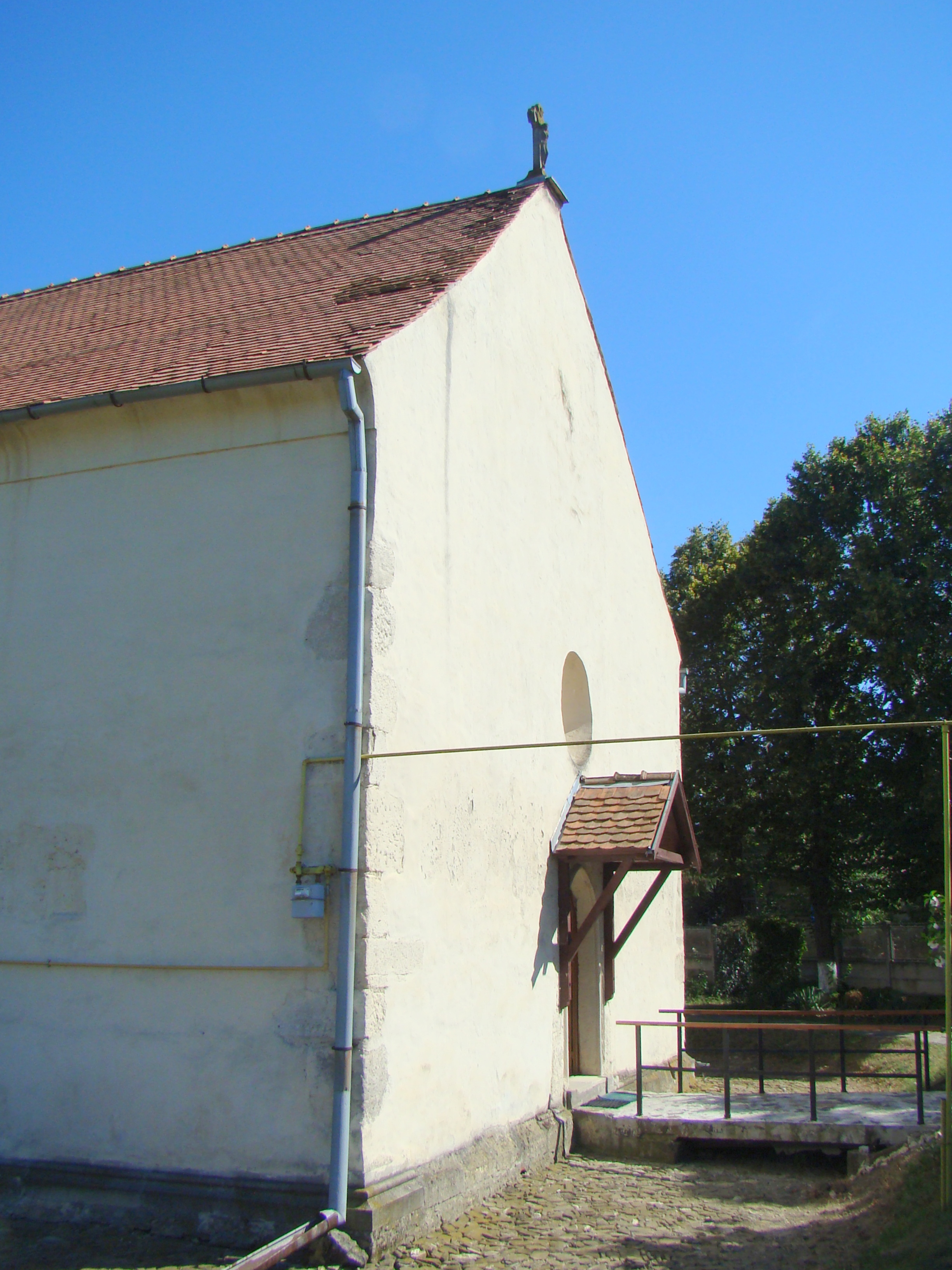
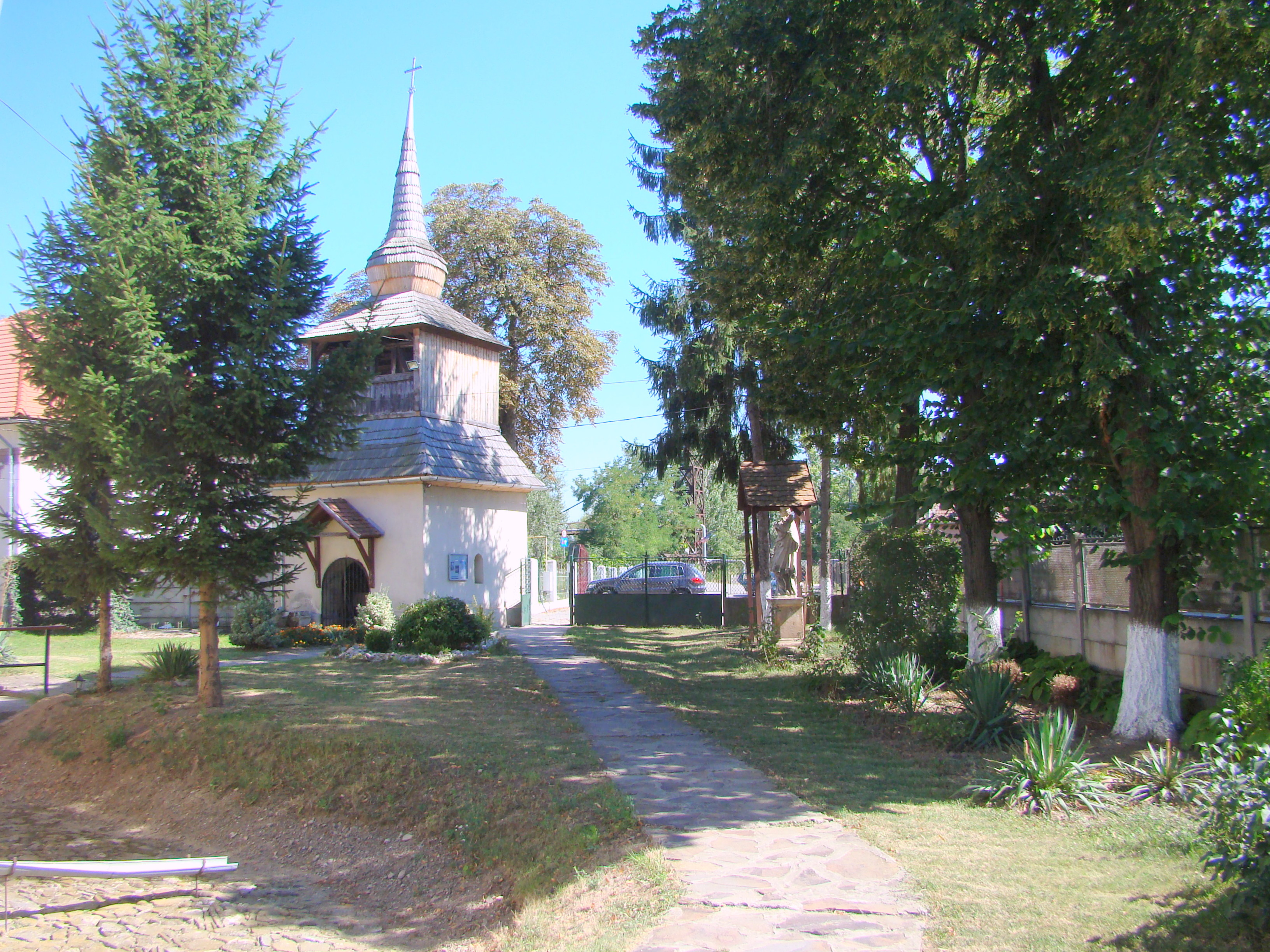
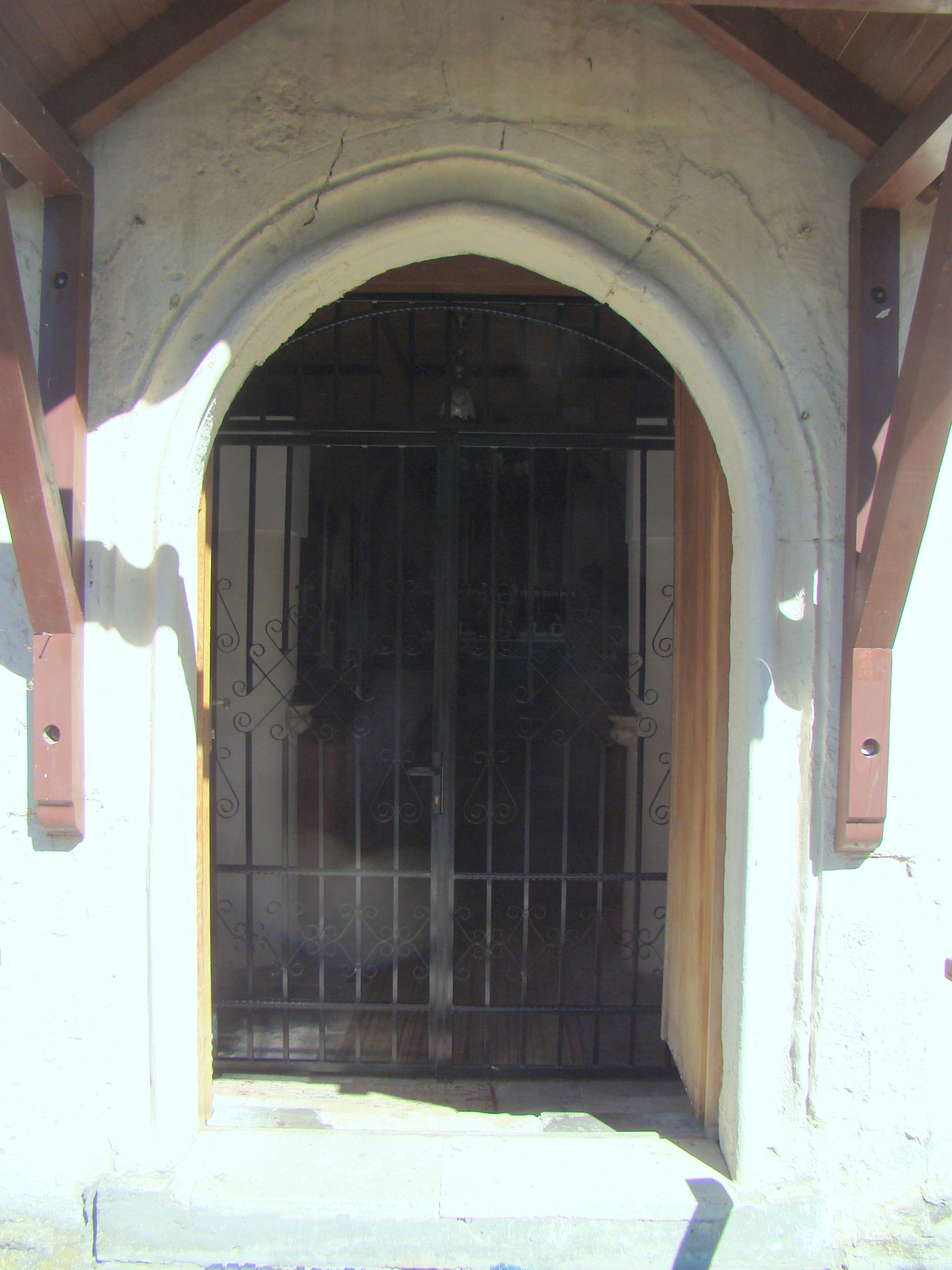
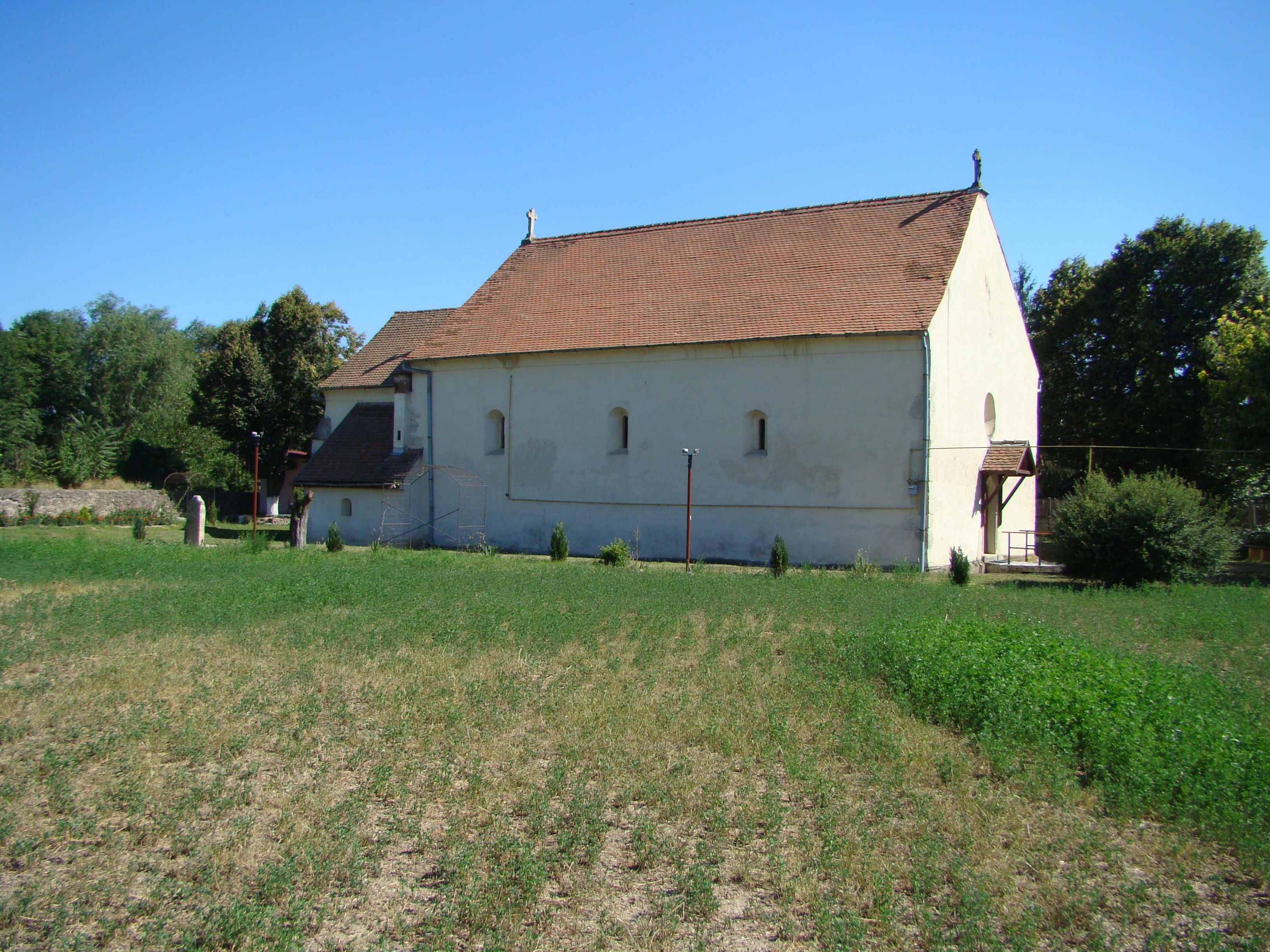
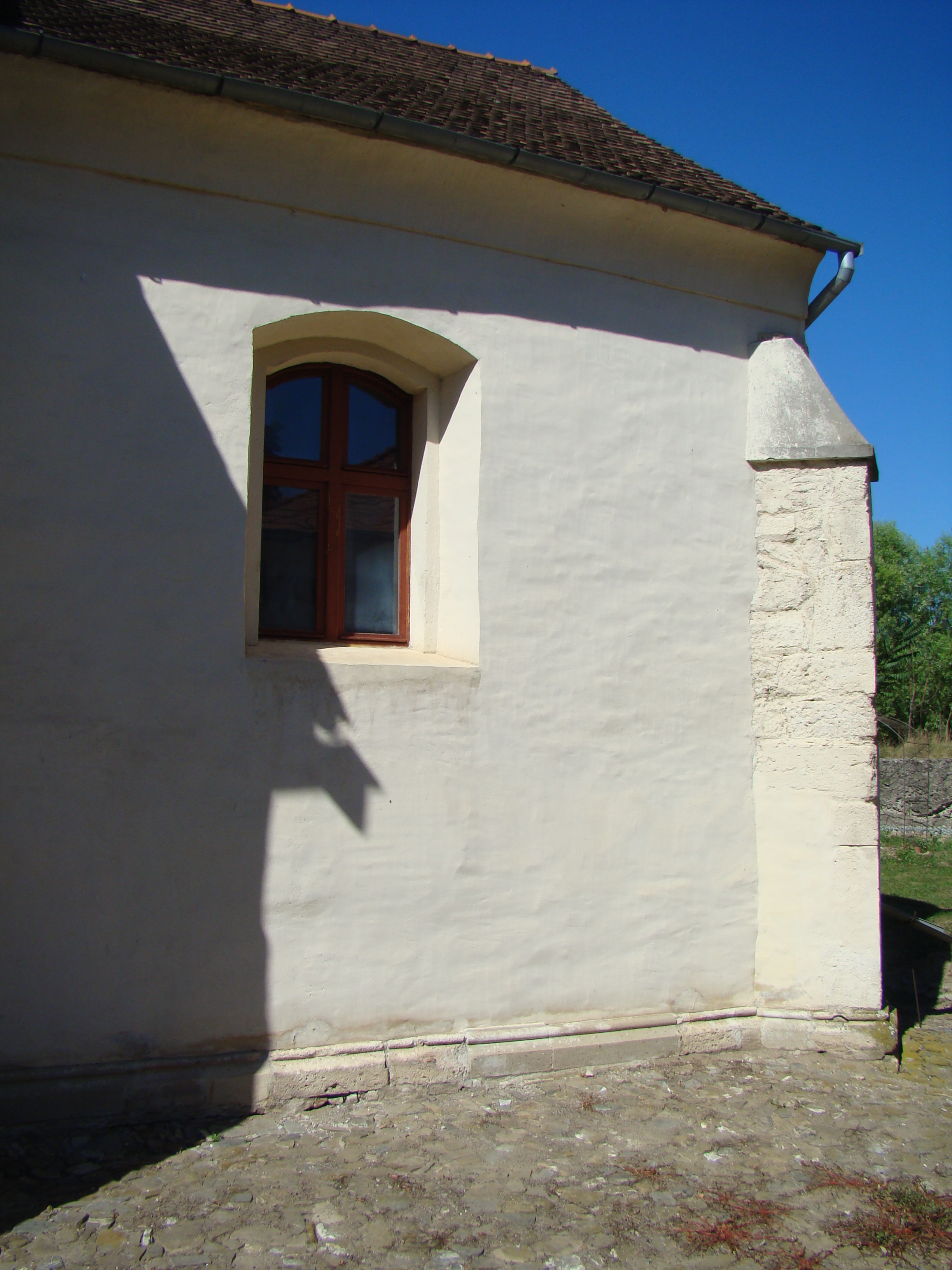
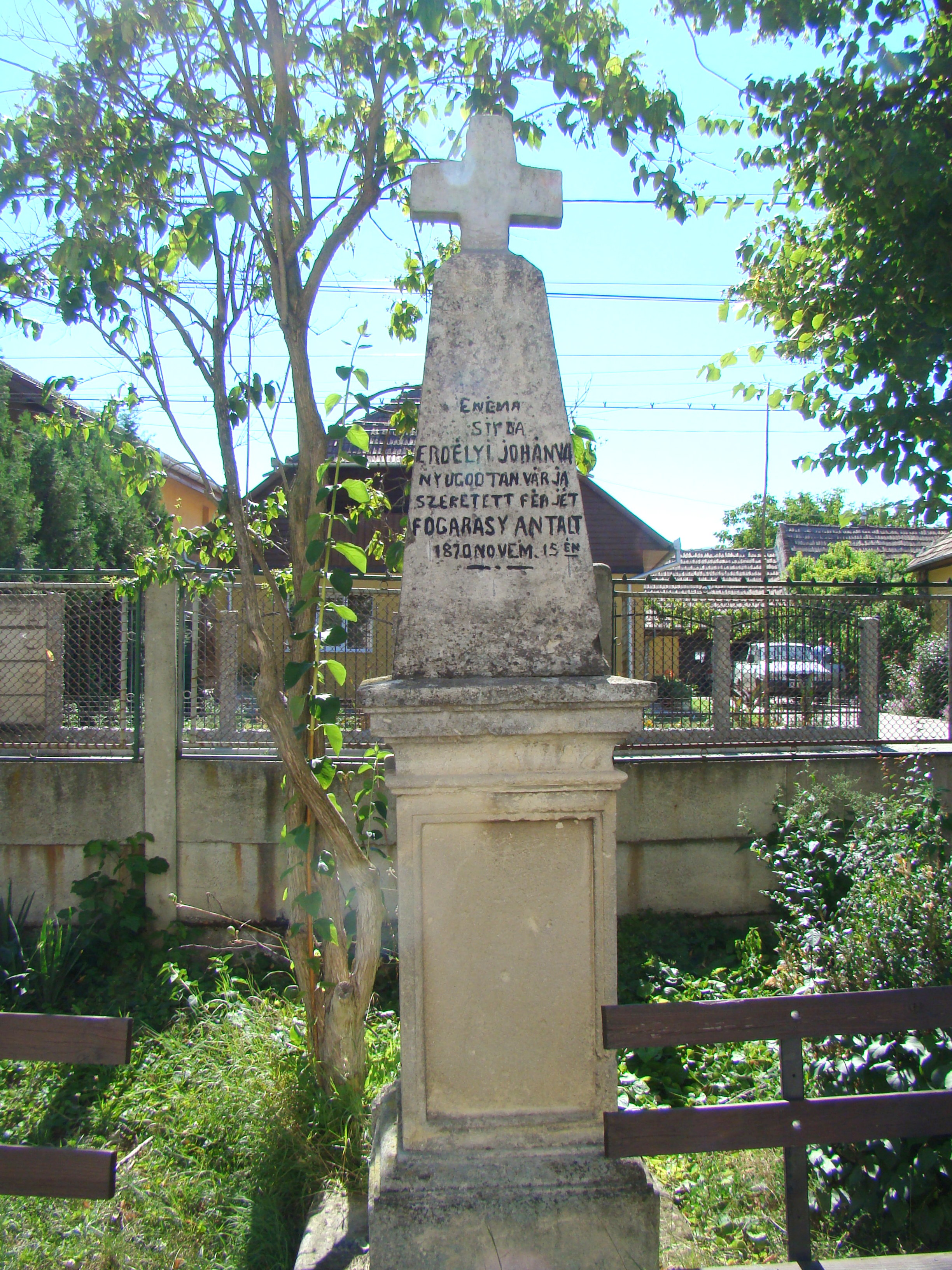

## Vezi și
- Bărăbanț, Alba